# Apuesta yankee
Una apuesta Yankee es un sistema de 11 apuestas deportivas combinando 4 eventos distintos del siguiente modo:
- 6 apuestas dobles, donde cada apuesta doble está formada por dos eventos distintos.
- 4 apuestas triples, donde cada apuesta triple está formada por tres eventos distintos.
- 1 apuesta cuádruple, simplemente se trata del pronóstico de los cuatro eventos.
- Para garantizar un beneficio, al menos 2 de los 4 pronósticos  han de ser correctos.